# Szo Dzsongvon
Szo Dzsongvon (hangul: 서정원, handzsa: 徐正源, RR: Seo Jeong-won; Kvangdzsu (Gwangju), 1970. december 17. –) dél-koreai válogatott labdarúgó, edző. Az 1992. évi nyári olimpiai játékok után több európai klub is szerződést ajánlott neki. 2012 és 2018 között a Szuvon Samsung Bluewings edzője volt.

## Fordítás
- Ez a szócikk részben vagy egészben  a   Seo Jung-won című angol Wikipédia-szócikk fordításán alapul.  Az eredeti cikk szerkesztőit annak laptörténete sorolja fel. Ez a jelzés csupán a megfogalmazás eredetét és a szerzői jogokat jelzi, nem szolgál a cikkben szereplő információk forrásmegjelöléseként.